# Amblystomus natalicus
Amblystomus natalicus es una especie de escarabajo del género Amblystomus, categorizada en la tribu Harpalini, de la subfamilia Harpalinae. Fue descrita por Péringuey en 1896.
Mide aproximadamente 3,3 mm de longitud. Se distribuye por África: República Democrática del Congo, Mozambique, Zimbabue, Namibia y Sudáfrica.